# Menesia eclectica
Menesia eclectica là một loài bọ cánh cứng trong họ Cerambycidae.